# R Ursae Minoris
Désignations
R Ursae Minoris est une étoile de la constellation de la Petite Ourse. Cette géante rouge de type spectral M7IIIe est une étoile variable semi-régulière, dont la magnitude varie de 8,5 à 11,5 sur une période de 326 jours. Elle est localisée à environ ∼ 1 260 a.l. (∼ 386 pc) de la Terre et elle se rapproche de nous selon une vitesse radiale de −22 km/s.